# Codiaeum peltatum
Codiaeum peltatum là một loài thực vật có hoa trong họ Đại kích. Loài này được (Labill.) P.S.Green mô tả khoa học đầu tiên năm 1986.